# Lahav Shani
Lahav Shani (Tel Aviv, 7 januari 1989) is een Israëlische pianist en dirigent. Sinds september 2018 is hij voor vijf jaar aangesteld als chef-dirigent van het Rotterdams Philharmonisch Orkest, met als thuisbasis De Doelen in Rotterdam.
Lahav Shani werd in Tel Aviv geboren als zoon van een koordirigent. Vanaf zijn zesde kreeg hij pianoles van Hannah Shalgi en vervolgens van Arie Vardi aan de Buchmann-Mehta School of Music in Tel Aviv. Later volgde hij contrabaslessen bij Teddy Kling (Israel Philharmonic Orchestra). Hij vervolgde zijn studies aan de Hochschule für Musik „Hanns Eisler“ Berlijn bij Christian Ehwald (orkestdirectie) en Fabio Bidini (piano) met coaching door Daniel Barenboim.
Shani beleefde zijn doorbraak als dirigent met het winnen van de Eerste prijs op het Internationaal Gustav Mahler dirigentenconcours 2013. Hij dirigeerde sindsdien onder meer het Israëlisch Filharmonisch Orkest, het Los Angeles Philharmonic Orchestra, het City of Birmingham Symphony Orchestra, de Staatskapelle Berlin en de Wiener Philharmoniker. 
In juni 2017 debuteerde hij bij het Rotterdams Philharmonisch Orkest, als dirigent en als pianosolist. In augustus 2017 dirigeerde hij het orkest tijdens het Veerhavenconcert. In september 2018 volgde hij Yannick Nézet-Séguin op als vaste dirigent voor twaalf weken per seizoen. Het Rotterdams Philharmonisch Orkest is zijn eerste 'eigen' orkest. Hij werd daarmee de jongste chef-dirigent in de geschiedenis van het orkest. Sinds het seizoen seizoen 2017/18 is Shani onder meer de vaste gastdirigent van de Wiener Symphoniker; vanaf 2020/21 is hij tevens music director van het Israëlisch Filharmonisch Orkest. Shani trad op 1 juli 2020 in het huwelijk en woont in Berlijn.
Eind januari 2023 maakte Shani bekend zijn contract in Rotterdam niet te zullen verlengen, omdat hij opteerde voor het chef-dirigentschap van de Münchner Philharmoniker.
- Bibliothèque nationale de France: cb17867464s (data)
- Gemeinsame Normdatei: 1113213868
- International Standard Name Identifier: 0000 0004 8286 6704
- Library of Congress Control Number: no2020058565
- MusicBrainz: 4607a34c-fa1e-4533-8148-d3439dbe8595
- Nationale Bibliotheek van Tsjechië: xx0308870
- Nationale Bibliotheek van Israël: 987011382236305171
- Virtual International Authority File: 2931147373408541580001